# Tom Forman (actor)

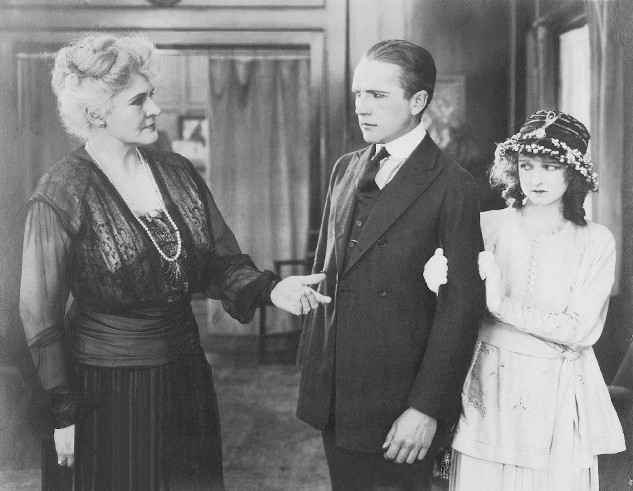
Forman en A Kiss for Susie, con Elinor Hancock (izq.) y Vivian Martin (1917)

Tom Forman (22 de febrero de 1893 – 7 de noviembre de 1926) fue un actor, director y guionista cinematográfico de nacionalidad estadounidense, activo en la época del cine mudo.

## Biografía
Su verdadero nombre era William Webster Campbell, y nació en el Condado de Mitchell, Texas. Forman rodó su primer film para la compañía productora de Jesse L. Lasky en 1914. Con la excepción del tiempo en servicio durante la Primera Guerra Mundial, él tuvo una brillante carrera como actor y director. Forman dirigió a Lon Chaney en Shadows (1922), pero su mayor éxito como director fue la segunda versión para la pantalla de la novela de Owen Wister The Virginian (1923). Otro de sus filmes más destacados fue Young Romance, con Edith Taliaferro. Cuando su carrera empezó a menguar, hubo de conformarse con trabajar en melodramas producidos por compañías de bajo presupuesto.  
Estaba previsto que Tom Forman dirigiera la producción de Columbia Pictures The Wreck, que iba a empezarse rodar el 8 de noviembre de 1926. Sin embargo, en la tarde del día 7 de noviembre Forman se suicidó disparándose al corazón en la casa de sus padres en Venice, California. Fue enterrado en el Cementerio Hollywood Forever, en Los Ángeles. Había estado casado con la actriz Mary Mersch (1887–1956), y era primo de la estrella del cine mudo Madge Bellamy.

## Filmografía completa

### Actor
- The Treachery of a Scar, de J.P. McGowan (1913)
- John, the Wagoner (1913)
- Baffled, Not Beaten, de J.P. McGowan (1913)
- The Alibi, de J.P. McGowan (1913)
- The Substitute Engineer, de J.P. McGowan (1913)
- His Excellency, de Paul Powell (1914)
- Orphans of the Wild (1914)
- In the Dredger's Claw
- A Romance of the Northwest (1914)
- On the Brink (1914)
- Life's Lottery, de John B. O'Brien (1914)
- The Test of Courage
- The Doom of Duty
- Within the Noose
- The Love of Oro San
- Virtue Is Its Own Reward, de Joseph De Grasse (1914)
- Lights and Shadows, de Joseph De Grasse (1914)
- Young Romance, de George Melford (1915)
- A Gentleman of Leisure, de George Melford (1915)
- The Governor's Lady, de George Melford (1915)
- The Woman, de George Melford (1915)
- Stolen Goods, de George Melford (1915)
- The Wild Goose Chase, de Cecil B. DeMille (1915)
- Hearts and Clubs
- Chimmie Fadden, de Cecil B. DeMille (1915)
- Kindling, de Cecil B. DeMille (1915)
- The Fighting Hope, de George Melford (1915)
- The Puppet Crown, de George Melford (1915)
- The Marriage of Kitty, de George Melford (1915)
- Out of the Darkness, de George Melford (1915)
- The Explorer, de George Melford (1915)
- Chimmie Fadden Out West, de Cecil B. DeMille (1915)
- The Unknown, de George Melford (1915)
- The Ragamuffin, de William C. deMille (1916)
- To Have and to Hold, de George Melford (1916)
- Sweet Kitty Bellairs, de James Young (1916)
- The Thousand-Dollar Husband, de James Young (1916)
- The Clown, de William C. deMille (1916)
- Public Opinion, de Frank Reicher (1916)
- Unprotected, de James Young (1916)
- The Yellow Pawn, de George Melford (1916)
- The Evil Eye, de George Melford (1916)
- The American Consul, de Rollin S. Sturgeon (1917)
- On Record, de Robert Z. Leonard (1917)
- Those Without Sin, de Marshall Neilan (1917)
- The Cost of Hatred, de George Melford (1917)
- The Tides of Barnegat, de Marshall Neilan (1917)
- The Jaguar's Claws, de Marshall Neilan (1917)
- Her Strange Wedding, de George Melford (1917)
- Forbidden Paths, de Robert Thornby (1917)
- A Kiss for Susie, de Robert Thornby (1917)
- Hashimura Togo, de William C. deMille (1917)
- For Better, for Worse, de Cecil B. DeMille (1919)
- Louisiana, de Robert G. Vignola (1919)
- The Heart of Youth, de Robert G. Vignola (1919)
- Told in the Hills, de George Melford (1919)
- The Tree of Knowledge, de William C. deMille (1920)
- The Sea Wolf, de George Melford (1920)
- The Round-Up, de George Melford (1920)
- White Shoulders, de Tom Forman (1922)

### Director
- The Tell-Tale Star
- Blotted Out
- The Doom of Duty
- Within the Noose
- The Ladder of Lies (1920)
- The Sins of Rosanne (1920)
- The Easy Road (1921)
- The City of Silent Men (1921)
- White and Unmarried (1921)
- Cappy Ricks (1921)
- A Prince There Was (1921)
- If You Believe It, It's So (1922)
- White Shoulders (1922)
- Shadows (1922)
- The Woman Conquers (1922)
- Money! Money! Money! (1923)
- Are You a Failure? (1923)
- The Girl Who Came Back (1923)
- The Virginian (1923)
- April Showers (1923)
- The Broken Wing (1923)
- The Fighting American (1924)
- Roaring Rails (1924)
- The Flaming Forties (1924)
- The Man from Texas (1924)
- Flattery (1925)
- The Crimson Runner (1925)
- Off the Highway (1925)
- The People vs. Nancy Preston (1925)
- The Midnight Flyer (1925)
- Whispering Canyon (1926)
- Devil's Dice (1926)

### Guionista
- The Measure of a Man, de Joseph De Grasse (1915)
- The Threads of Fate, de Joseph De Grasse (1915)
- The Desert Breed, de Joseph De Grasse (1915)
- Hearts and Clubs
- Sins of Her Parent, de Frank Lloyd (1916)
- The Trouble Buster, de Frank Reicher (1917)
- The Round-Up, de George Melford (1920)
- The Broken Wing, de Tom Forman (1923)